# Lobektomie
Mit dem Begriff Lobektomie (von altgriechisch λοβός lobós „Lappen“ und ἐκτομή ektomế „Herausschneiden“), auch  Lappenresektion genannt,  bezeichnet man in der Chirurgie die operative Entfernung eines Organlappens.

## Beschreibung
Als Organe für eine Lobektomie kommen vor allem die Lunge, die Leber, die Schilddrüse und das Großhirn in Frage.

### Lobektomie der Lunge
Am häufigsten werden Lobektomien an der Lunge durchgeführt, weshalb in der Literatur der Begriff Lobektomie oft synonym für die operative Entfernung eines Lungenlappens verwendet wird. Die erste erfolgreiche Lobektomie der Lunge führte Werner Körte 1907 durch. Die menschliche Lunge hat auf der rechten Seite (rechter Lungenflügel) drei und auf der linken Seite (linker Lungenflügel) zwei Lungenlappen. Wird ein Lungenlappen entfernt, so wird dies Lobektomie genannt. Werden am rechten Lungenflügel dagegen zwei benachbarte Lungenlappen entfernt, wird dies als Bilobektomie bezeichnet. Die Entfernung eines gesamten Lungenflügels heißt Pneumektomie oder Pneumonektomie.
Da die einzelnen Lungenlappen von einer separaten Pleuraschicht umgeben sind, entstehen bei der Entfernung eines Lungenlappens nur vergleichsweise kleine Wundflächen an der Lunge. Der nach der Entfernung des Lobus entstehende Freiraum im Brustkorb wird durch eine Überdehnung der Restlunge, ein Hochtreten des Zwerchfells und eine Verlagerung des Mittelfellraums (Mediastinum) wieder kompensiert. Bei einem Bronchialkarzinom (Lungenkrebs) ist die Lobektomie der am häufigsten durchgeführte operative Eingriff zur Entfernung des Primärtumors. Für periphere maligne Tumoren der Tumorklassen T1 und T2 (< 5 cm maximale Tumorausdehnung) ist die Lobektomie der operative Eingriff der Wahl. Eine Lobektomie der Lunge ist ein schwerwiegender Eingriff. Die operative Letalität liegt trotz erheblicher chirurgischer Fortschritte bei der klassischen offenen Lobektomie bei 1 bis 4 %. Bei der offenen Lobektomie wird mit einem großen Schnitt der Brustkorb geöffnet. Die Schmerzen sind erheblich, und die so operierten Patienten sind im Regelfall mindestens noch eine Woche nach dem Eingriff im Krankenhaus. Bei der minimalinvasiven VATS-Lobektomie (VATS = video-assisted thoracic surgery = videoassistierte Thoraxchirurgie) können die Patienten oft schon zwei Tage nach dem Eingriff die Klinik verlassen, die Schmerzen sind deutlich geringer. Die Möglichkeit einer VATS-Lobektomie ist allerdings an bestimmte Randbedingungen geknüpft, die über die Standardkriterien für eine Lobektomie hinausgehen. So muss beispielsweise zusätzlich die Fähigkeit der Tolerierung der Einlungenventilation gegeben sein. Die maximale Tumorausdehnung muss kleiner als 5 cm sein, es dürfen keine ausgedehnten Pleuraverwachsungen vorhanden sein und der Tumor darf keine Verbindung (chirurgisch als Beziehung bezeichnet) zum Lungen-Hilum haben. Zusätzlich gibt es noch Kontraindikationen wie beispielsweise Adipositas oder eine  Chemo- oder Strahlentherapie vor dem Eingriff (neoadjuvante Therapie).

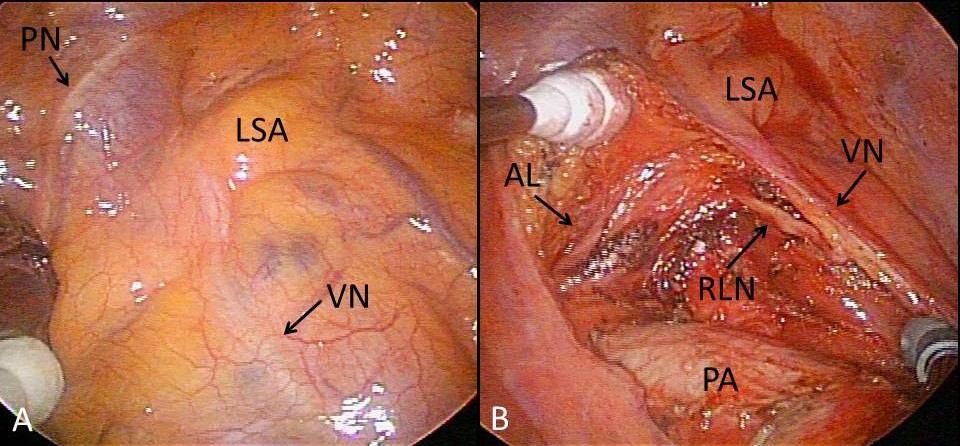
Single-Port videoassistierte Thorakoskopie (VATS) zur Lungenlobektomie. Videobild während der Operation mit Blick vom linken unteren Mediastinum.
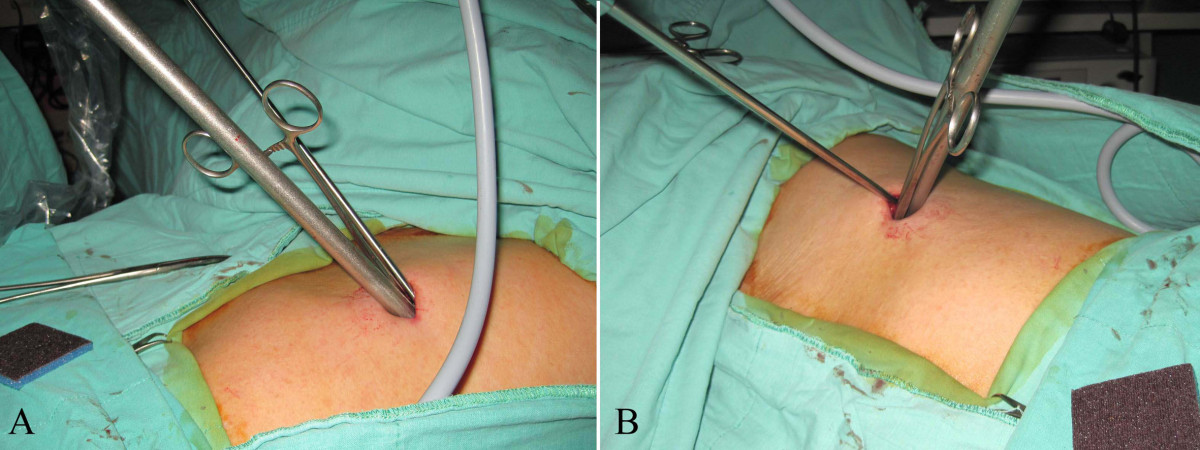
VATS zur Lobektomie von außen betrachtet. Die Wunde zur Einführung des Tubus hat einen Durchmesser von lediglich 2,5 cm.
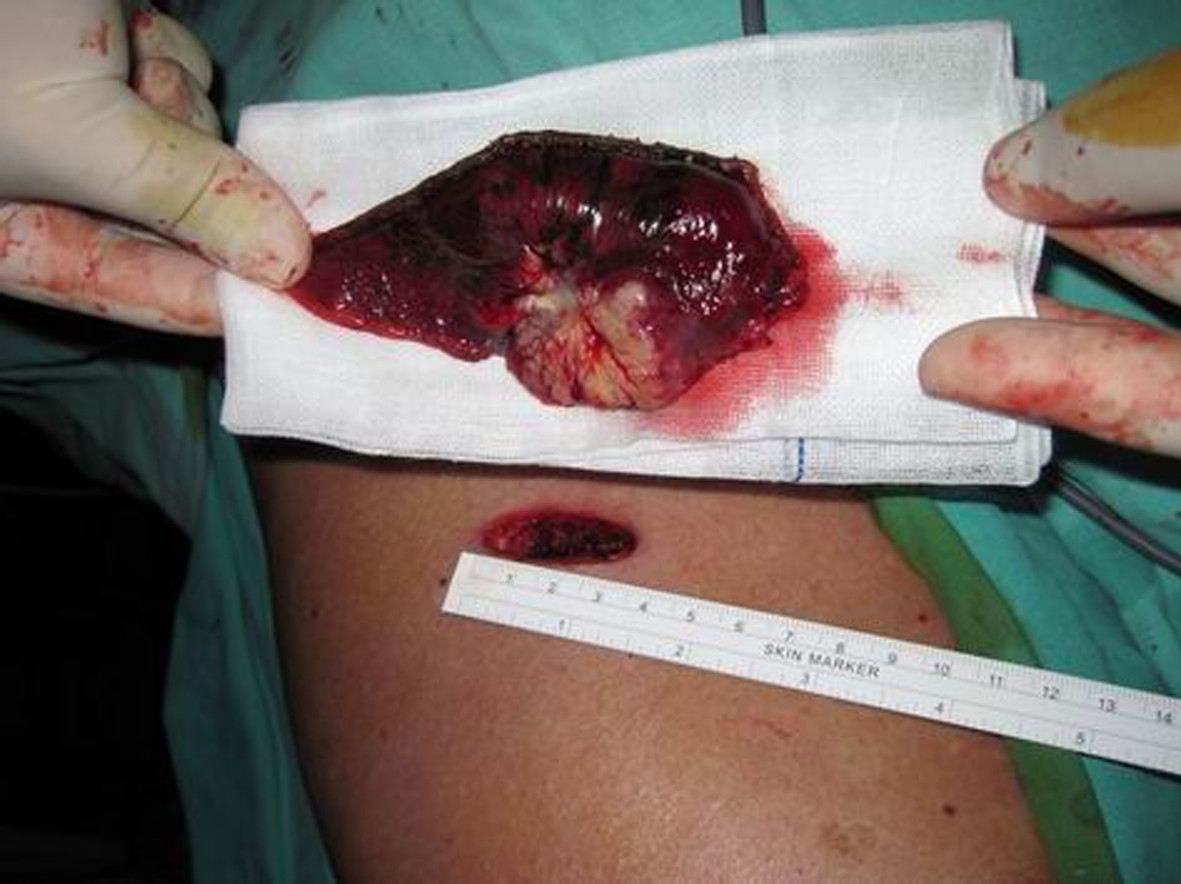
Per Lobektomie entfernter Lungentumor im Größenvergleich zum Eingriffskanal (Durchmesser 3,7 cm).

### Lobektomie der Leber
Die Entfernung eines Leberlappens ist eine Leber-Teilresektion, die als Lobektomie der Leber bezeichnet wird. Im Unterschied zur Hemihepatektomie wird die Leber anatomisch unterteilt. So umfasst der linke Lappen bei einer linksseitigen Lobektomie nur das Parenchym, das links vom Ligamentum falciforme hepatis (sichelförmiges Leberband) liegt, während bei der linksseitigen Hemihepatektomie zwei Segmente (IVa und IVb) des rechten Leberlappens mit entfernt werden.

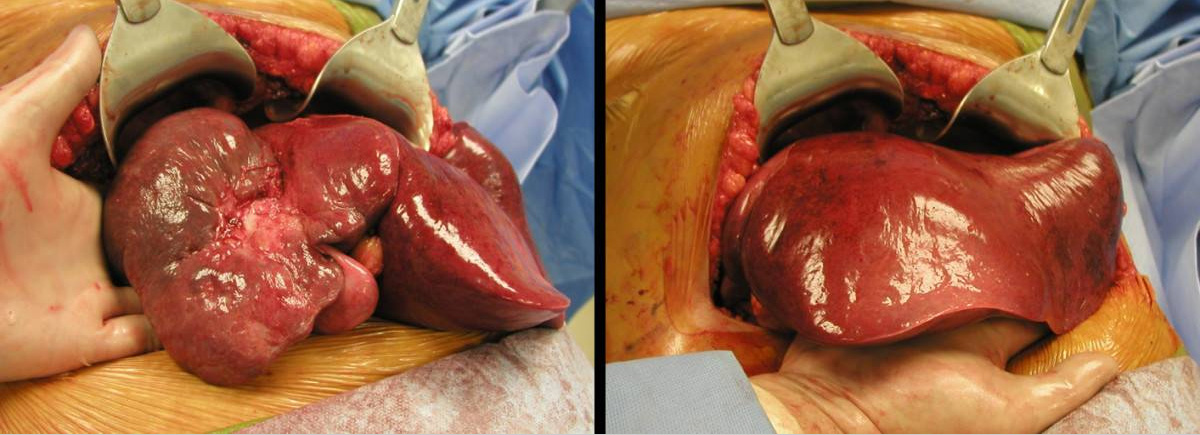
Bilder einer Lobektomie des rechten Leberlappens.
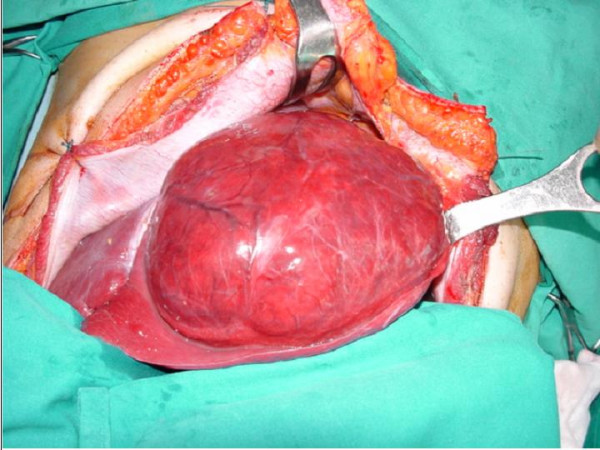
Bild einer Lobektomie zur Entfernung eines hepatozellulären Adenoms auf dem linken Leberlappen.

### Lobektomie der Schilddrüse
Die vollständige Entfernung eines der beiden Lappen der Schilddrüse wird als Hemithyreoidektomie (gr. ἡμισ = hemi = ‚halb‘) oder Lobektomie der Schilddrüse bezeichnet. Die Operation kann dabei klassisch offen (Bild 1) oder minimalinvasiv erfolgen (Bild 2).

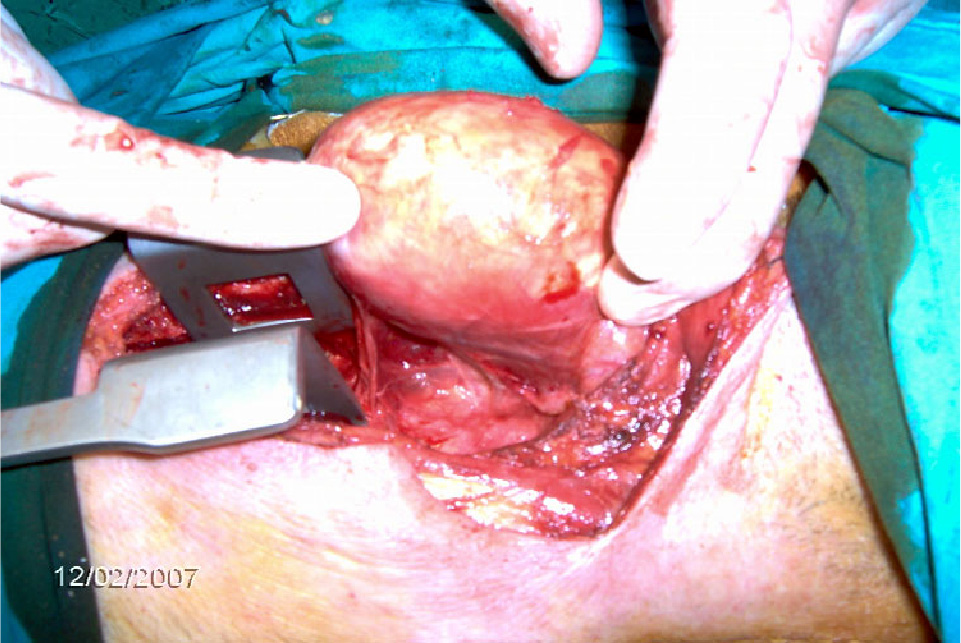
Eine linksseitige Lobektomie der Schilddrüse nach Sternotomie zur Entfernung einer kalzifizierten Kapsel am linken Schilddrüsenlappen.
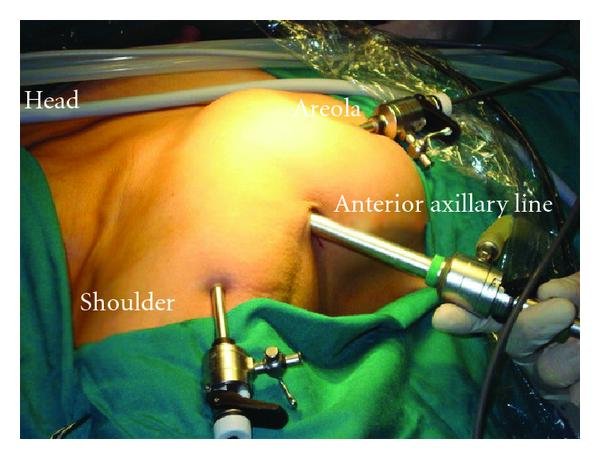
Im Vergleich dazu eine minimalinvasive rechtsseitige Lobektomie der Schilddrüse.

### Zerebrale Lobektomie
Die partielle oder vollständige Entfernung eines Großhirnlappens ist ein neurochirurgischer Eingriff, der vor allem zur Behandlung einer refraktären Epilepsie, das heißt einer Epilepsie, die nicht auf üblicherweise geeignete Medikamente anspricht, eingesetzt wird. Unterschieden wird dabei zwischen einer
- bilateralen Lobektomie: Entfernung eines Großhirnlappen(teils), sowohl in der rechten als auch linken Hirnhemisphere und einer
- temporalen Lobektomie: beid- oder einseitige, vollständige oder partielle Entfernung eines Temporallappens.[17]

Das berühmteste Fallbeispiel einer Lobektomie am Großhirn ist der Patient Henry Gustav Molaison, in der Literatur meist H. M. genannt. Bei ihm wurde zur Behandlung seiner schweren Epilepsie eine bilaterale mediotemporale Lobektomie durchgeführt, das heißt, es wurden Teile des zur Mitte gelegenen Temporallappens entfernt. Sein Fall war ein Meilenstein für die Gedächtnisforschung.
Eine zerebrale Lobektomie kann auch als Ultima Ratio (letztes Mittel) zur intrakraniellen Drucksenkung (dekompressive Lobektomie) zum Einsatz kommen.

## Weiterführende Literatur
- K. Kim: Video-assisted Thoracic Surgery Lobectomy. In: The Korean journal of thoracic and cardiovascular surgery. Band 44, Nummer 1, Februar 2011, S. 1–8, ISSN 2093-6516. doi:10.5090/kjtcs.2011.44.1.1. PMID 22263117. PMC 3249267 (freier Volltext).
- D. Schneiter, W. Weder: Minimal-invasive Chirurgie beim Bronchuskarzinom: Möglichkeit und Limiten. In: Therapeutische Umschau. Band 69, Nummer 7, Juli 2012, S. 406–410, ISSN 0040-5930. doi:10.1024/0040-5930/a000307. PMID 22753289. (Review).
- S. Jheon, H. C. Yang, S. Cho: Video-assisted thoracic surgery for lung cancer. In: General thoracic and cardiovascular surgery. Band 60, Nummer 5, Mai 2012, S. 255–260, ISSN 1863-6713. doi:10.1007/s11748-011-0898-6. PMID 22453533. (Review).
- S. Yendamuri, T. L. Demmy: Lobectomy for patients with limited lung function. In: Seminars in thoracic and cardiovascular surgery. Band 23, Nummer 3, 2011, S. 191–195, ISSN 1532-9488. doi:10.1053/j.semtcvs.2011.09.004. PMID 22172355. (Review).
- L. Solaini, F. Prusciano u. a.: Video-assisted thoracic surgery (VATS) of the lung: analysis of intraoperative and postoperative complications over 15 years and review of the literature. In: Surgical endoscopy. Band 22, Nummer 2, Februar 2008, S. 298–310, ISSN 1432-2218. doi:10.1007/s00464-007-9586-0. PMID 17943372. (Review).
- E. Chaib, M. A. Ribeiro u. a.: Anterior hepatic transection for caudate lobectomy. In: Clinics. Band 64, Nummer 11, 2009, S. 1121–1125, ISSN 1980-5322. doi:10.1590/S1807-59322009001100013. PMID 19936187. PMC 2780530 (freier Volltext). (Review).
- E. Chaib, M. A. Ribeiro u. a.: Caudate lobectomy: tumor location, topographic classification, and technique using right- and left-sided approaches to the liver. In: The American Journal of Surgery. Band 196, Nummer 2, August 2008, S. 245–251, ISSN 1879-1883. doi:10.1016/j.amjsurg.2007.11.020. PMID 18571618. (Review).
- Z. A. Memon, G. Ahmed u. a.: Postoperative use of drain in thyroid lobectomy – a randomized clinical trial conducted at civil hospital, Karachi, Pakistan. In: Thyroid research. [elektronische Veröffentlichung vor dem Druck] Nummer 1, September 2012, ISSN 1756-6614. doi:10.1186/1756-6614-5-9. PMID 23021778.
- J. K. Byrd, R. J. Yawn u. a.: Well differentiated thyroid carcinoma: current treatment. In: Current Treatment Options in Oncology. Band 13, Nummer 1, März 2012, S. 47–57, ISSN 1534-6277. doi:10.1007/s11864-011-0173-1. PMID 22234582. (Review).
- J. S. Cho, J. H. Yoon u. a.: Observational study of central metastases following thyroid lobectomy without a completion thyroidectomy for papillary carcinoma. In: Journal of the Korean Surgical Society. Band 83, Nummer 4, Oktober 2012, S. 196–202, ISSN 2093-0488. doi:10.4174/jkss.2012.83.4.196. PMID 23091791. PMC 3467385 (freier Volltext).
- V. L. Ives-Deliperi, J. T. Butler: Naming outcomes of anterior temporal lobectomy in epilepsy patients: a systematic review of the literature. In: Epilepsy & behavior. Band 24, Nummer 2, Juni 2012, S. 194–198, ISSN 1525-5069. doi:10.1016/j.yebeh.2012.04.115. PMID 22569529. (Review).
- L. Bonilha, G. U. Martz u. a.: Subtypes of medial temporal lobe epilepsy: influence on temporal lobectomy outcomes? In: Epilepsia. Band 53, Nummer 1, Januar 2012, S. 1–6, ISSN 1528-1167. doi:10.1111/j.1528-1167.2011.03298.x. PMID 22050314. (Review).
- S. Pati, A. V. Alexopoulos: Pharmacoresistant epilepsy: from pathogenesis to current and emerging therapies. In: Cleveland Clinic journal of medicine. Band 77, Nummer 7, Juli 2010, S. 457–467, ISSN 1939-2869. doi:10.3949/ccjm.77a.09061. PMID 20601619. (Review).